# Páncélos háború
A páncélos háború olyan fegyveres konfliktust jelent, amelynek kimenetelét jelentős vagy teljes mértékben a páncélozott harcjárművek határozzák meg.

## Páncélosok az első világháborúban
Az első világháború volt az emberiség első olyan konfliktusa, melyben a szárazföldi, a légi és a vízi haderőnemek egyaránt bevetésre kerültek. A legújabb harcászati technikák, eszközök egy olyan háborút eredményeztek, amely milliók életét követelte mind a katonák, mind pedig a civil lakosság körében. Ezen új eszközök közé tartozott a harckocsi is, amely egy angol-francia együttműködés eredményeként született meg. A két antanthatalom célja az volt az új fegyverrel, hogy megoldják a nyugati fronton kialakult állóháborút. Először az angolok küldték bevetésre harckocsijaikat 1916. szeptember 15-én a Somme-i csatában Flers-Courcelette települése mellett. A harckocsik azonban nem váltották be a hozzájuk fűzött reményeket: ugyan könnyedén áthatoltak a műszaki akadályokon, valamint a gyalogság kézifegyverei sem tudtak kárt tenni bennük, viszont rendkívül lassan haladtak (kb. 3,2 km/h-s átlagsebességgel), emiatt könnyű célpontot jelentettek az ellenséges tüzérség számára, és könnyedén meghibásodtak vagy elakadtak az egyenetlen, gyakran felázott csatatéren.

## Páncélosok a második világháborúban
A páncélozott harcjárművek fejlesztése a két világháború között rohamosan megindult, mert a döntéshozók egyre nagyobb jelentőséget tulajdonítottak ezen járműveknek, köztük a harckocsiknak is. Így volt ezzel maga Hitler is, aki kimondott páncéloshadosztályokat állíttatott fel. A második világháború kirobbanása után azzal szembesültek a szövetséges hatalmak is, hogy a páncélozott harcjárművek eldönthetik a háborút. A páncélosokat minden frontszakaszon, szerte az egész világon bevetették, mind a tengelyhatalmak, mind a szövetségesek. Az eddigi legnagyobb páncéloscsatára a keleti fronton került sor 1943. júliusában Kurszk mellett. Ez volt a prohorovkai páncélosütközet. A német Manstein és az orosz Zsukov több napon át tartó véres küzdelemben küldte harcba legjobb harckocsijait, a németek itt vetették be először a Panthert, valamint sikerrel alkalmazták a Tigert is. A német hadviselő fél minőségi fölényt élvezett a szovjetekkel szemben, német áttörés azonban nem sikerült az oroszok kemény ellenállása, komoly mennyiségi fölénye és Zsukov ügyes taktikája miatt.

## Harckocsik a hidegháborúban és manapság
A hidegháborúban a harcterek kiszélesedésével a harckocsik is átalakultak: nagyobbak és hatékonyabbak lettek, és vastagabb páncélt is kaptak. A tömegtermelés fokozásával egyre több harckocsit gyártottak, a szempont pedig a fegyverzet és a korszerű technika volt.
Manapság a szárazföldi haderő kulcsfontosságú eszköze/fegyvere a harckocsi. A harckocsik ritkán működnek egyedül –páncélos egységekbe szerveződnek, hogy növeljék az ütőképességet.
A Közel-Keleten dúló sivatagi harcokban folyamatosan vetnek be korszerűbbnél korszerűbb harckocsikat, de a Kurszknál felvonultatott számot azóta sem sikerült felülmúlni.